# Niels Christian Hvidt
Niels Christian Hvidt, född 1969, är en dansk teolog, teologie doktor vid Gregorianauniversitetet i Rom, han mottog 1997 Köpenhamns universitets guldmedalj för sin avhandling "Profeti och Åpenbaring". Han har också skrivit boken "Mirakler: Möte mellan himmel och jord" där han bland annat redogör för vetenskapligt oförklarliga fenomen och hur människor tolkar dessa.
Han är känd för att stödja Vassula Rydén som en katolsk profet, en hållning som är kontroversiell.

### Fotnoter
1. ↑  ”»Kirkens holdning til Vassula Rydén er klar«” (på danska). Katolikker i Dialog. https://www.katidialog.dk/side2/2015/2/27/kirkens-holdning-til-vassula-ryden-er-klar. Läst 23 september 2017.